# Aeroportul Magway
Aeroportul Magway (IATA: MWQ, ICAO: VYMW) este un aeroport din Magway⁠(d), Magway District⁠(d), Magway Region⁠(d), Myanmar.
Situat la o altitudine de 88 m, aeroportul dispune de o singură pistă.